# 野田城 (陸奥国)
野田城（のだじょう）は、岩手県九戸郡野田村にあった日本の城。

## 概要
野田城は陸奥国糠部郡野田村に所在し、野田村の平野部丘陵地に位置した。
野田城（新城）は野田村城内の海蔵院の西側の台地にあり、東側の丘陵基部に空濠の跡が残る。

## 歴史・沿革
中世の城郭。三戸南部11代伊豫守信長の子信継が一戸実朝の跡を継ぎ、康暦年間（1379-1381年）に九戸郡野田村に移り、十府の「古館」（三日市場）を居城にしたと伝えられており、古館の築城年代などは詳細不明である。天正10年（1582年）一戸政義の代に野田氏と称した。
天正19年（1591年）、野田掃部助政親は南部信直について九戸政実の乱に参戦した。天正20年（1592年）の諸城破却書上には、「乙部 山城 破 一戸 掃部助 持分」とあり、野田氏累代の持城が破却されたあとに妻子を三戸に移住させ、野田の愛宕山の北方に館を築造し「新館」と称し、館の下に家士を配してこの地域を城内と称した。

## 参考資料
- 「角川日本地名大辞典」編纂委員会『角川日本地名大辞典 3 岩手県』角川書店、1985年。ISBN 4-040-01030-2。
- （有）平凡社地方資料センター『日本歴史地名大系 第3巻 岩手県の地名』平凡社、1990年7月13日。ISBN 4-582-91022-X。
- 菅英志『日本城郭大系 第2巻 青森・岩手・秋田』新人物往来社、1980年7月15日。